# ヘンリー・メダリウス
ヘンリー・メダリウス（Henry Medarious 、1998年9月20日 - ）は、ガーナ・アクラ出身のプロサッカー選手。マルベジャFC所属。ポジションは、フォワード。

## 来歴
2015年9月12日、セグンダ・リーガのファレンセ戦でプロデビューを果たした。